# بطولة أمم أوروبا للسيدات 1979
بطولة أمم أوروبا للسيدات 1979 هو موسم من بطولة أمم أوروبا للسيدات. كان عدد الأندية المشاركة فيه 12، وفاز فيه منتخب الدنمارك لكرة القدم للسيدات.